# Hestrud
Hestrud település Franciaországban, Nord megyében. Lakosainak száma 299 fő (2022. január 1.). Hestrud Cousolre, Beaurieux, Solre-le-Château, Bérelles és Sivry-Rance községekkel határos.

## Népesség
A település népességének változása:
| Lakosok száma | 299  | 296  | 304  | 294  | 293  | 292  | 295  | 296  | 299  |
|               | 2013 | 2015 | 2016 | 2017 | 2018 | 2019 | 2020 | 2021 | 2022 |